# Mycetophila mathesoni
Mycetophila mathesoni är en tvåvingeart som beskrevs av Lane 1948. Mycetophila mathesoni ingår i släktet Mycetophila och familjen svampmyggor. Inga underarter finns listade i Catalogue of Life.